# Черничков, Николай Иванович
Николай Иванович Черничков (1913, с. Белозёрка, Томская губерния — 1 октября 1943, Киевская область) — капитан Рабоче-крестьянской Красной Армии, участник Великой Отечественной войны, Герой Советского Союза (1943).

## Биография
Николай Черничков родился в 1913 году в селе Белозёрка Алексеевской волости Томского уезда Томской губернии (ныне — территория Мошковского района Новосибирской области). После окончания средней школы работал в колхозе. В 1938 году Черничков был призван на службу в Рабоче-крестьянскую Красную Армию. В 1941 году он окончил артиллерийское училище. С августа 1942 года — на фронтах Великой Отечественной войны.
К сентябрю 1943 года гвардии капитан Николай Черничков командовал дивизионом 136-го гвардейского артиллерийского полка 68-й гвардейской стрелковой дивизии 40-й армии Воронежского фронта. Отличился во время битвы за Днепр. 24 сентября 1943 года дивизион Черничкова переправился через Днепр в районе села Балыко-Щучинка Кагарлыкского района Киевской области Украинской ССР и принял активное участие в боях за захват, удержание и расширение плацдарма на его западном берегу, отбив несколько немецких контратак и уничтожив 3 танка и большое количество солдат и офицеров противника. В тех боях Черничков получил ранения, от которых скончался 30 сентября 1943 года. Похоронен в селе Девички (Переяслав-Хмельницкий район, Киевская область).
Указом Президиума Верховного Совета СССР от 24 декабря 1943 года гвардии капитан Николай Черничков посмертно был удостоен высокого звания Героя Советского Союза. Также был награждён орденами Ленина и Отечественной войны 2-й степени.